# Phantom Corsair
Phantom Corsair – samochód osobowy o nadwoziu coupé, stworzony na bazie modelu Cord 810.
Twórcą samochodu był Rust Heinz, pochodzący z bogatej przemysłowej rodziny producentów keczupu. Dzięki pochodzeniu Heinz miał możliwość sfinansowania budowy samochodu. Twórca nie miał wiedzy na temat produkcji i projektowania samochodów, ale w 1936 roku przeprowadził się do Kalifornii i postanowił stworzyć samochód dla najbogatszych klientów. Pojazd miał być wyposażony w najnowsze wówczas rozwiązania techniczne, a jego cenę zaplanowano na 15 000 dolarów, równoważną wartości domu.
Samochód powstał we współpracy z firmą Bohman & Schwartz z Pasadeny, zajmującą się tworzeniem nadwozi na zamówienie. Dzięki aerodynamicznemu kształtowi i lekkiemu, aluminiowemu nadwoziu pojazd uzyskał dobre osiągi, a jego maksymalna prędkość wyniosła 185 km/h. Pomimo nadwozia coupé, był przeznaczony dla 6 osób. Charakteryzował się dużymi wymiarami, podyktowanymi chęcią osiągnięcia jak najmniejszego współczynnika oporu powietrza.
W 1938 roku zbudowano prototyp, którego koszt wyniósł 24 000 dolarów, ale mimo dużego zainteresowania, samochód nie znalazł ani jednego nabywcy. Nie powstał ani jeden egzemplarz produkcyjny samochodu, a prototyp służył konstruktorowi aż do śmierci w wieku 25 lat. Z czasem rodzina konstruktora sprzedała auto kolekcjonerowi, który przemalował je na złoty kolor i mocno zmodyfikował. Ze względu na małe okna, nowy właściciel podniósł górną linię okien i wyposażył auto w zdejmowany dach. Kolejny właściciel, Bill Harrah, przywrócił autu oryginalną formę.
Obecnie Phantom Corsair znajduje się Reno w stanie Nevada, w National Automobile Museum.